# リュカ・シュヴァリエ
リュカ・シュヴァリエ（Lucas Chevalier, 2001年11月6日 - ）は、フランス・カレー出身のプロサッカー選手。パリ・サンジェルマンFC所属。ポジションはゴールキーパー。

## 経歴

### クラブ
カレーに生まれ、自身がサッカーを始めたクラブのあるコケルで育った。2014年にリールの下部組織へ入団すると、2020-21シーズンからトップチームの第3GKとしてチームに帯同し始め、出場機会こそなかったもののリーグ・アン優勝を経験した。
2021年7月9日、2021-22シーズンはリーグ・ドゥに所属していたヴァランシエンヌにローン移籍。加入後すぐに負傷したため、ポジション争いで遅れをとるかに思えたが、復帰後すぐにレギュラーに定着し、リーグ戦30試合に出場した。シーズン終了後にはクラブのサポーターからシーズン最優秀選手に選ばれた。
ローンバックして迎えた2022-23シーズンは、トップチームに登録されることが決定。2022年9月10日、オリンピック・マルセイユとの試合でリーグ・アンデビュー。
2025年8月9日、5年契約でパリ・サンジェルマンに移籍。移籍金は固定額4,000万ユーロにアドオンを加えると最大で5,500万ユーロに達すると報じられ、フランス人GKとして史上最高額になったとみられる。

### 代表
2024年、パリオリンピックのメンバーに予備登録されていたが、クラブの事情により参加が認められなかった。
同年11月7日、ディディエ・デシャンからA代表に初招集された。

## 人物
ヴァランシエンヌからリールへレンタルバック後にポジションを掴んだ理由として、当時ミランに所属していた元リールの守護神マイク・メニャンからのアドバイスを挙げている。
地元カレー地域にはRCランスの支持者も多いが、家族はシュバリエの出世に伴いリールを応援するようになったと語る。ランス派の親戚とリール支持の家族との間で、ユーモアを交えた“良い意味での賭け”が続いているという。
精神面の安定のためメンタルコーチと定期的に対話し、「自信を持ちつつも地に足をつける」を重視していると語っている。プレー中や予期せぬ出来事に備えてプロとしての精神的準備を積んでいる。
師匠として影響を受けているマイク・メニャンとは、試合前日にビデオ通話で励ましやアドバイスを受ける関係でもあり、2022年10月のランス戦では電話後に相手のペナルティキックをストップし、勝利に貢献したエピソードが語られている。
カレー時代からの友人数名とは今も交流を続けており、「自分を真に支えてくれる人」と距離感を保って付き合っているという。外出時には人混みや撮影などに配慮し、自身の生活リズムを守るよう心がけている。
ペットとして2匹の猫を飼っており、動物病院に連れて行く際も人目を避けるように行動するなど、生活のプライバシーに配慮している。

## 個人成績

### クラブ
| 国内大会個人成績 | 国内大会個人成績 | 国内大会個人成績 | 国内大会個人成績 | 国内大会個人成績 | 国内大会個人成績 | 国内大会個人成績 | 国内大会個人成績 | 国内大会個人成績 | 国内大会個人成績 | 国内大会個人成績 | 国内大会個人成績 |
| 年度             | クラブ           | 背番号           | リーグ           | リーグ戦         | リーグ戦         | リーグ杯         | リーグ杯         | オープン杯       | オープン杯       | 期間通算         | 期間通算         |
| 年度             | クラブ           | 背番号           | リーグ           | 出場             | 得点             | 出場             | 得点             | 出場             | 得点             | 出場             | 得点             |
| フランス         | フランス         | フランス         | フランス         | リーグ戦         | リーグ戦         | F・リーグ杯      | F・リーグ杯      | フランス杯       | フランス杯       | 期間通算         | 期間通算         |
| ---------------- | ---------------- | ---------------- | ---------------- | ---------------- | ---------------- | ---------------- | ---------------- | ---------------- | ---------------- | ---------------- | ---------------- |
| 2020-21          | リール           | 30               | リーグ・アン     | 0                | 0                | -                | -                | 0                | 0                | 0                | 0                |
| 2021-22          | ヴァランシエンヌ | 30               | リーグ・ドゥ     | 30               | 0                | -                | -                | 0                | 0                | 30               | 0                |
| 2022-23          | リール           | 30               | リーグ・アン     | 32               | 0                | -                | -                | 3                | 0                | 35               | 0                |
| 2022-23          | リール           | 30               | リーグ・アン     | 33               | 0                | -                | -                | 2                | 0                | 35               | 0                |
| 2024-25          | リール           | 30               | リーグ・アン     | 34               | 0                | -                | -                | 0                | 0                | 34               | 0                |
| 2025-26          | PSG              | 30               | リーグ・アン     |                  |                  | -                | -                |                  |                  |                  |                  |
| 通算             | フランス         | フランス         | リーグ・ドゥ     | 30               | 0                | -                | -                | 0                | 0                | 30               | 0                |
| 通算             | フランス         | フランス         | リーグ・アン     | 99               | 0                | -                | -                | 5                | 0                | 104              | 0                |
| 総通算           | 総通算           | 総通算           | 総通算           | 129              | 0                | 0                | 0                | 5                | 0                | 134              | 0                |

## タイトル

### クラブ
LOSCリール
- リーグ・アン（2020-21）

### 個人
- リーグ・アンベストイレヴン（2024-25）[15]
- リーグ・アン最優秀ゴールキーパー（2024-25）[15]